# Dragomir Draganov
Dragomir Georgiev Draganov (Bulgaars: Драгомир Георгиев Драганов) (Varna, 27 september 1981) is een Bulgaars voetbalscheidsrechter. Hij is in dienst van FIFA en UEFA sinds 2019. Ook leidt hij sinds 2014 wedstrijden in de Parva Liga.
Op 17 mei 2014 leidde Draganov zijn eerste wedstrijd in de Bulgaarse nationale competitie. Tijdens het duel tussen Beroje Stara Zagora en Neftochimik Boergas (3–0 voor de thuisclub) trok de leidsman driemaal de gele kaart. In Europees verband debuteerde hij op 13 juli 2021 tijdens een wedstrijd tussen Budućnost Podgorica en HJK Helsinki in de eerste voorronde van de UEFA Champions League; het eindigde in 0–4 en Draganov trok tweemaal een gele kaart. Zijn eerste interland floot hij op 19 juni 2023, toen Israël met 2–1 won van Andorra door doelpunten van Raz Shlomo en Manor Solomon en een tegentreffer van Albert Rosas. Tijdens deze wedstrijd toonde Draganov aan twee Israëliërs en drie Andorrezen een gele kaart.

## Interlands
| Datum        | Plaats            | Wedstrijd        | Uitslag | Competitie           | Kreeg geel | Kreeg voor de tweede keer geel en dus rood | Weggestuurd |
| ------------ | ----------------- | ---------------- | ------- | -------------------- | ---------- | ------------------------------------------ | ----------- |
| 19 juni 2023 | Jeruzalem, Israël | Israël – Andorra | 2 – 1   | EK 2024 kwalificatie | 5          | 0                                          | 0           |

Laatst bijgewerkt op 22 juni 2023.